# Мазовер, Марк
Марк Мазовер (Mark Mazower; род. 20 февраля 1958, Лондон, Англия) — британско-американский историк и писатель, специалист по современной Греции, Европе XX века и международной истории. Доктор философии (1988), именной профессор Колумбийского университета. Член Американской академии искусств и наук, членкор Британской академии (2019). Лауреат ряда отличий, дважды лауреат Duff Cooper Prize.
Его отец был сыном российских еврейских эмигрантов, обосновавшихся в Лондоне.
Изучал классику и философию в Оксфорде (бакалавр, 1981), а также международные отношения в Болонском центре Университета Джонса Хопкинса (магистр, 1983), и получил докторскую степень по современной истории в Оксфорде (1988). До перехода в Колумбийский университет преподавал в Принстоне, Сассексе и Биркбекском колледже Лондона.
Член редколлегии Past and Present.
Регулярно публикуется в Financial Times, Guardian, London Review of Books, New York Review of Books, Nation, New Republic.
Последние книги — What You Did Not Tell: A Russian Past and the Journey Home (Other Press, 2017) и ‘The Greek Revolution: 1821 and the Making of Modern Europe’. Другие книги:
- Hitler’s Greece: The Experience of Occupation, 1941-44 (1993)
- Dark Continent: Europe’s 20th Century (Penguin Books, 1998) — "a very brilliant book"[что?] называл ее Энтони Пагден[10], вошла в шорт-лист книги года Longman–History Today Award[англ.] (1999)[11].
- The Balkans (2000)
- After the War was Over: Reconstructing the Family, Nation and State in Greece, 1943—1960 (2000)
- Salonica City of Ghosts: Christians, Muslims and Jews, 1430—1950 (2004)
- Hitler’s Empire: Nazi Rule in Occupied Europe (2008) — отмечена Los Angeles Times Book Prize[англ.] по истории[12]
- No Enchanted Palace: the End of Empire (2009)
- Governing the World: The History of an Idea, New York, Penguin, 2012, 496 pp. {Рец. Колина Кидда}